# ドネツク＝クリヴォーイ・ローク・ソビエト共和国

ドネツク・クリヴォイ・ローク・ソビエト共和国
Донецко-Криворожская советская республика

国歌: Интернационал（ロシア語）
インターナショナル
  
位置

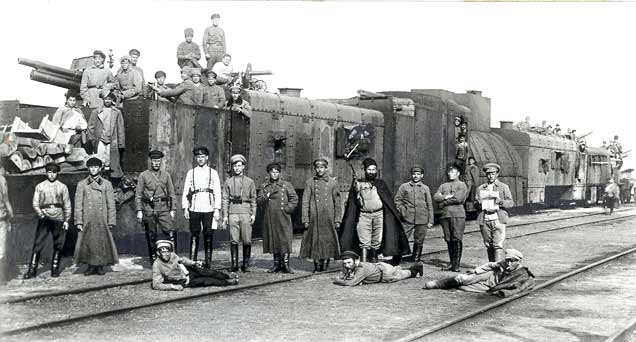
ドネツク＝クリヴォーイ・ローク・ソビエト共和国の軍隊、装甲列車「グロム」、エナキエヴェで1918年初頭。

ドネツク＝クリヴォーイ・ローク・ソビエト共和国（ロシア語：Донецко-Криворожская советская республика）は、1918年2月18日、ボルシェビキ政権によって立てられた短命なソビエト共和国（ДКСР）。これはロシアソビエト連邦社会主義共和国、国際社会からの承認に失敗した。
ドネツク＝クリヴォーイ・ローク・ソビエト共和国は、南は隣国のウクライナ人民共和国からドネツ盆地、ハルキウ、エカテリノスラフ県、ヘルソン県の一部に領土を主張し、その他にもドン河岸地域の一部にも領土主張が及んだ。初期は首都をハルキウにおいていたが、のちにルハンシクに移動することになった。
1か月後の1918年3月、共和国の領土がウクライナ・ソビエト共和国に編入されることが発表された。ロシア革命の影響が自国に及ぶことを懸念したドイツ・オーストリア・ハンガリーの軍事干渉により占領され、1919年2月に崩壊した。
さまざまな文書で、ДКСРは次のようにも呼ばれていた。
- ドネツク共和国
- ドネツク・ソビエト共和国[4]
- ドネツク・クリヴォイ・ログ（文献によってはクリヴォログスカゴ）流域共和国[5]
- ドンバス連邦共和国[5]
- ドネツク連邦[5]
- 南ドネツク共和国[6]

## 政権の樹立
1918年1月30日（2月12日）、ハリコフで開催された第4回ドネツク・クリヴォイ・ログ盆地労働者代表ソビエト地域大会でソビエト国家の建設が宣言された。
大会では、ドンバスとクリボイログの権力組織に関する報告が、ボルシェビキのセミョーン・ヴァシリチェンコによって行われた。彼は、ソビエト国家の建設は、地方の領土と産業共同体の原則に基づくべきであるという意見を持っていた。ソビエトの権力が地方で強化されるにつれて、ロシア社会主義共和国連邦は、民族的特徴に基づいてではなく、経済生活の特殊性に基づいて建設されるだろう。そのような経済的に自立した単位がドネツクとクリヴォイ・ログ盆地である。ドネツク共和国は、他の共和国の社会主義経済のモデルになることができる」。ヴァシリチェンコは、ドネツク・リヴォイ・ログ自治共和国の創設、ウクライナ（ソビエト・ウクライナ人民共和国）からの分離、ソビエト・ロシアへの編入を主張した。彼の提案は、アルチョム（F.セルゲーエフ）と大会代表の大多数によって積極的に支持され、「ドネツク盆地の割り当て問題について」という決議が採択された。宣言された自治権は、エカテリノスラフ、ハリコフ、およびケルソン州の領土の一部と、ロストフ・オン・ドン、タガンログ、ノヴォチェルカスクを含む現在のロストフ州の領土を主張した。
共和国執行委員会に11人が選出される（ボリシェヴィキ7人、SR3人、メンシェヴィキ1人）。2月14日、アルチョム（セルゲイエフ）議長の下、共和国ソヴナルコムが選出された。

### 背景
ドネツク石炭盆地とクリヴォイ・ログ鉱区の行政分離構想の発展に大きく貢献したのは、帝政時代に遡るが、南ロシア鉱業家会議（SSGYUR）の評議会であった。産業家たちは、ドネツク-クリヴォロジェ工業地域全体が、エカテリノスラフ州、ハリコフ州、ドン自治州の3つの行政単位に分割されたことに満足していなかった。すでに19世紀末から、企業家たちはロシア国内における「経済的不可分性」を指摘し始めた。ドネツク＝クリヴォイ・ログ地方では1917年の2月革命の時点ですでに、同地方の石炭・冶金地区をハリコフまたはエカテリノスラフに首都を置く単一の地域に統合する必要性について、経済的・政治的エリートのコンセンサスが得られていた。このアイデアの実現は、1917年3月のドネツク特別委員会の設立であった（リーダーはエンジニアのM.チェルヌイショフ）。
3月4日（17日）、キエフで全ウクライナ会議が開催され、中央ラーダが結成された。一連の会議が開催された後、ラーダは軍隊の創設を含む自治の要求を提出したが、臨時政府によって拒否された。6月16日、ウクライナ政府の原型である中央ラーダ事務総局が設立された。6月28日、臨時政府の大臣ケレンスキー、ツェレテリ、テレシチェンコがキエフに到着。1917年7月3日、ラーダは自治権を放棄し、事務総局は臨時政府の機関として承認された。1917年8月4日、臨時政府は「ウクライナ臨時政府事務総局に対する臨時訓令」を発布し、それによるとラーダの領域はキエフ、ヴォリン、ポドリア、チェルニーゴフ、ポルタヴァ（ムグリンスキー、スラジスキー、スタロドゥブスキー、ノヴォジブコフスキーを除く）の5県に限定された。
1917年3月4日、ユジフカで市議会選挙が行われた。400人の代議員が選出され、50人が市議会の執行委員に選出され、そのほとんどがSR、メンシェヴィキ、ブンドヴィスト、アナキスト、ウクライナ・ナショナリスト、無党派であり、メンシェヴィキのコスティヤンチン・アンドレーヴィチ・コセンコが市議会の議長に選出された。市の治安を守るため、SRのツェロンディクが率いる民兵が創設された。
1917年4月25日～5月6日、ハリコフでドネツクとクリヴォイ・ログの労働者代議員ソビエトの第1回地方会議が開催され、ハリコフとエカテリノスラフ州、クリヴォイ・ログとドネツク盆地の行政統合プロセスが完了した。ハリコフ州、エカテリノスラフ州、クリヴォイ・ログ州、ドネツク州の行政統合が完了した。新地域を形成する際、ロシア帝国の古い行政区分は無視され、マケエフカ、シャフティ市（現在のロストフ州）、北西から南西にかけてのドン軍の土地、ドン軍州に属するマリウポルとタガンログの土地に隣接する土地、およびケルソン州に属するクリヴォイ・ログが含まれた。SRラザール・ゴルボフスキーがドネツク・クリヴォイ・ログ協会の評議会および執行委員会の議長に選出された。
1917年6月15日（28日）、中央ラーダはウクライナのロシア国内における自治を宣言した。臨時政府と中央ラーダの間で、マロロシヤの土地だけでなく、ノヴォロシヤとドンバスの一部にも中央ラーダの管轄権を拡大することについて紛争が生じたため、SSGYRの指導部は臨時政府に対して、「州の経済発展と軍事力の基礎である南部の鉱業と鉱工業」を「地方自治、そしておそらくは、鋭く顕著な民族的特徴に基づく連邦」の管理下に移さないようにすることを緊急に要求した。SSGYRのニコライ・フォン・ディトマール代表は8月1日（14日）、「この地域全体は、産業的にも、地理的にも、日常生活においても、キエフとは完全に異なっているように見える。この地域全体は、ロシアにとって完全に独立した最重要性を持ち、独立した生活を営んでおり、ハリコフ地区がキエフ地区に行政的に従属することは、何の原因もなく、それどころか、生活にとって完全に不適切であり、このような人為的な従属は、この地域の生活全体を複雑化し、複雑にするだけである。8月4日（17日）、臨時政府委員会は中央ラーダの事務総局（政府）に「臨時教書」を送り、それによると、事務総局の権限は、宣言された9つの州のうち、キエフ、ヴォリン、ポドリア、ポルタヴァ、チェルニヒフの5つの州にのみ及び、さらにその場合でもいくつかの郡を除いてのみ及ぶとされた。1918年4月、ドイツ軍がハリコフに接近していたとき、アルチョム（フョードル・セルゲーエフ）が占領軍を招いたドネツク共和国とUNRの間の国境の合法性を正当化するために参照したのはこの文書であった。
6月、ボリシェヴィキはユジフカとマケエフカにある全ての組織を統合し、Y.ザルマエフを地区委員会の長とした。ボリシェヴィキの扇動家は、市内で宣伝活動を行い、市政府に反対した。ボリシェヴィキと市政府の代表との最初の衝突は1917年6月25日に起こった。ボリシェヴィキが臨時政府を支持する集会で発言しようとしたとき、その集会でメンシェヴィキは「ロシア革命を後ろから刺した」ボリシェヴィキを呼んだ。ザルマエフとアルフィヨーロフが演壇に向かうと、住民たちは「革命の裏切り者め！」と叫んだ！ドイツのスパイめ！恥を知れ..."。ザルマエフの演説中、SRクリュエフの指揮下にあった騎馬民兵がボリシェヴィキのグループを攻撃し、その旗を引き裂き、ザルマエフを演壇から引きずり降ろし、他のボリシェヴィキとともに逮捕した。メンシェヴィキ・ルンキーに率いられた民兵の別のグループは、ユゾフ・ボルシェヴィキ委員会があった建物を破壊し、そこにいたすべての人々を逮捕した。7月8日のユゾフスキー・ソビエトの緊急会議において、代議員の大多数はボリシェヴィキを祖国に対する反逆者と宣言し、彼らを非合法化し、ソビエトから追放することを要求した。その後、ロシア社会民主労働党（ボリシェビキ）のユゾフスキー委員会は地下活動を行った。
8月11-12日、ペトログラードから戻ったロシア社会民主労働党（ボリシェビキ）第6回大会の代議員ザルマエフは、ボリシェヴィキの会議で演説し、ユジフカでの蜂起と政権奪取の準備について議論した。その後、D.コルニエンコ、Y.ザルマエフ、P.アルフィヨロフ、F.ザイツェフを含む赤衛兵戦闘グループとレフコムが創設された。1917年9月、ユゾフスキー・ソビエトの選挙で、ボリシェヴィキは3分の1を獲得した。議長会のメンバーは、Ya.Zalmaev、F. Zaitsev、4人のボリシェヴィキが執行委員に選出された。
1917年9月4日、ボリシェヴィキ地方委員会の指導者アルチョム（フョードル・セルゲーエフ）は、ハリコフで開かれた工場委員会の会議で、「現在、我々は臨時政府と決別し、ドネツク盆地全体が参加する組織として、独自の勢力を形成し始めている」と宣言した。9月7日、彼はロシア社会民主労働党中央委員会に「革命本部」の創設について電報を打った。「本部は最高機関であり、臨時政府に従属せず、すべての地方権力を集中する。実際、それはハリコフ州の共和国の法令であった」。
1917年秋、中央ラーダは石炭地区の秩序を取り戻すため、ドン政府との交渉を開始した。
1917年10月25日、ペトログラードで十月革命が起こり、これを受けて、UCRに責任を負う革命保護地方委員会がウクライナに設立された。10月31日、ユゾフカ評議会の会合で、ボリシェヴィキ派はSNKを支持する決議案を提出し（代議員の大多数は支持しなかった）、ユゾフカからロシアへの石炭の輸出禁止を提唱した。これに対してボリシェヴィキは、10月革命支持決議を企業に提出することを決定した。ボリシェヴィキの決議は、ボイラー・橋梁工場、電気工場の労働者、ノヴォスモリャノフスキー鉱山、セミョノフスキー第1鉱山、ルチェンコフスキー鉱山、アフォンスキー鉱山、ノヴォグリゴリエフスキー鉱山の鉱山労働者、ボッセ工場の労働者によって支持された。
11月17日、ユゾフスキー評議会の執行委員会が再選され、Ya.ザルマエフ、P.アルフィヨロフが議長に、F.ザイツェフが書記に選出された。赤衛隊が銀行、郵便局、電信局、鉄道駅を占拠し、これらすべての機関に委員が任命された。市の中心部、第一線上に赤軍は建物を占拠し、そこに赤衛軍司令部を置いた。参謀長はN・M・ガルガエフであった。ガルガエフ、デレビャンコ、エフドキモフの分遣隊が市警を武装解除した。市執行委員会の委員長であったセミョン・L・イエイテと大多数の代議員は権力の座から追われた。
11月16日（29日）、ドネツク＝クリヴォロジエ地方の当局（地方議会執行委員会）は、「ドネツク＝クリヴォロジエ盆地全体とハリコフをロシア共和国から離脱させ、この領土を特別な統一行政・自治地域とするための広範な扇動を展開する」という公式決議を採択した。
11月17日（30日）、オブリスポルコム総会は、ドネツク・クリヴォイ・ログ盆地の領有権を宣言し、この地域の自決に関する住民投票を要求する中央ラーダ第 3 回普遍会議を否決した。
1917年12月のソビエト第三回地方議会で、評議会の指導権は完全にボリシェヴィキに移った：B.マジドフが評議会議長に選出され、評議会議長会が選出された。マジドフと執行委員会委員長のS.ワシルチェンコはロシア社会民主労働党（ボリシェビキ）のメンバーであった。

### 共和国成立への反応
ドネツク・リヴォイ・ログ・ソビエト共和国の設立について、地元のソビエトは両論併記だった。エカテリノスラフでは、市議会は共和国創設に反対し、地区議会は賛成した。
ドネツク＝クリヴォロツィアソビエト共和国の宣言（1917年12月11-12日（24-25日））の2カ月前、ハリコフで代替の第1回全ウクライナ労働者・農民・兵士代議員ソビエト会議が開催され、ウクライナのソビエト共和国（労働者・農民・兵士・コサック代議員ソビエト共和国）が宣言された。この代替会議には、キエフ・ソビエト会議を脱退した127名の代表と、ハリコフで開催されたドネツク・リヴォイ・ログ盆地第3回臨時会議の73名の代表が出席した。1917年12月19日（1918年1月1日）、ロシア連邦人民委員会評議会は、UNRS人民事務局をウクライナの唯一の合法政府として承認した。
1918年2月12日、第4回ドネツ盆地・クリヴォイ・ログ地区労働者・兵士代議員大会において、「ドネツ盆地・クリヴォイ・ログ地区は、全ロシアソビエト連邦の一部として、ウクライナ共和国の自治区を構成する」と決定された。
ほとんどのソビエトの歴史家は、ドネツク・リヴォイ・ログ共和国の独立宣言はレーニンの指示に反しており、ロシア・ボリシェヴィキ党中央委員会はドンバスとクリヴォイ・ログの独立共和国への分離を不承認であったと主張している。これらの行動に対するレーニンの否定的な態度は、3月14日付のG. Ordzhonikidze宛ての書簡で表明されたかのようであった。レーニンは、ウクライナの人民委員会代表宛ての電報で、「ソビエト・ウクライナの主権の厳格な遵守、ウクライナ・ソビエト中央執行委員会の活動への不干渉、民族問題での機転、ウクライナ・ロシア・ソビエト共和国間の協力強化への配慮」を要求した。同じ意見を全ソ連中央執行委員会議長Ya.スヴェルドロフ全ソ中央執行委員会委員長も同じ意見であった。2月17日、アルチョム（フョードル・セルゲーエフ）からの電報に応じた彼は、ドネツク＝クリヴォーイ・ローク・ソビエト共和国の成立とソビエト・ウクライナからの分離を報告し、「我々は分離を有害なものと考えている」と電報を送った。
しかし2月18日、ハリコフはロシア社会民主労働党中央委員会ロシア局からE.スタソワの署名入り書簡を受け取った。「親愛なる同志たち...我々は、SNKの結成においてあなた方が取った一貫した路線に敬意を表する」。
政治学者のウラジーミル・コルニロフは、これらの出来事の目撃者や参加者の回顧録を参照しながら、レーニンとロシア社会民主労働党中央委員会のかなりの部分は、地元のボリシェヴィキ（主にアルチョム（フョードル・セルゲーエフ））の意図を事前に知っており、中央委員会で民族問題を担当していたスターリンとは異なり、ドネツク共和国の宣言に原則的な反対はしていなかったと主張している。いずれにせよ、ソビエト・ロシアの指導部はドネツク共和国を事実上承認し、その組織と公式の連絡を維持していた。
また、ヴァレンティーナ・アスタホヴァとヴィクトル・シェフチェンコは、B. マジドフ、E. レペルスの回顧録を参照している。Magidov、E. Repelskaya-Artem、M. Skrypnykの回想録を参照すると、レーニンがDKR創設のアイデアを承認したと明言している。
1918年3月15日、オーストリア・ドイツ軍によるウクライナ領土の占領の進展を背景として、レーニン1世とソビエト連邦の代表の出席のもとで開催されたRCP（b）中央委員会の全体会議で、レーニン1世は、ウクライナにDKRを創設することを承認した。レーニン1世とソビエト・ウクライナのアルチョム（セルゲーエフ）、ザトンスキー、シャクライの各代表が出席し、ウクライナ情勢と国連人民共和国人民事務局とドネツク・リヴォイ・ログ・ソビエト共和国ソヴナルコムの関係について徹底的に討議された。全人代の決議はまた、ドネツク＝クリヴォーイ・ローク・ソビエト共和国の孤立に対する中央委員会の否定的な態度を物語っている。全大会は、ドンバスはウクライナの一部であることを決定的に宣言し、ドネツクとクリボイ・ログの盆地を含むウクライナの全ての党員労働者に対し、a）エカテリノスラフで開催される第2回全ウクライナソビエト会議に参加すること、b）この会議でウクライナ全土の統一政府を樹立すること、c）ウクライナの全ての党員労働者が、前進するオーストリア・ドイツ占領軍に対抗する統一防衛戦線を樹立するために協力することを義務付けた。G. OrdzhonikidzeがウクライナにおけるRCP（b）中央委員会の代表として承認された。

## 共和国の範囲

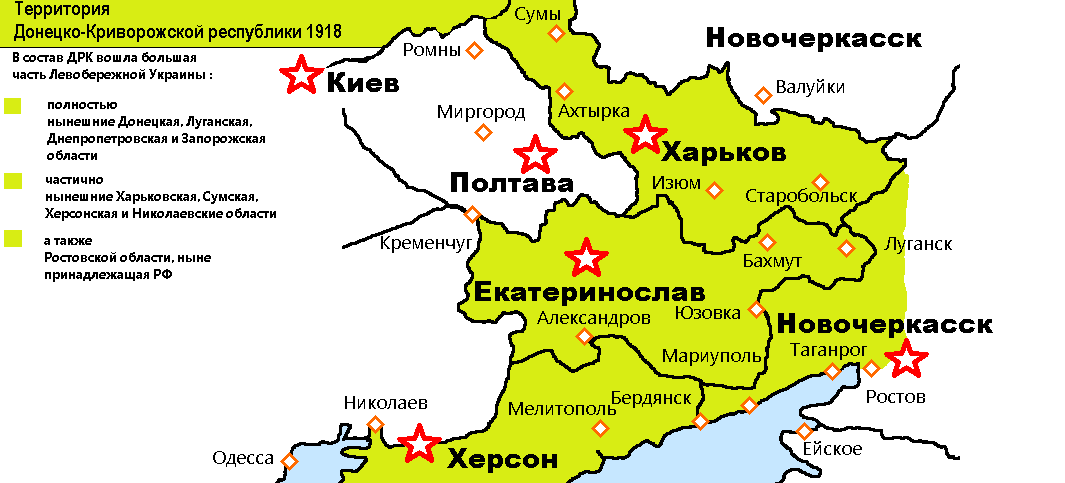
ドネツク＝クリヴォーイ・ローク・ソビエト共和国の範囲、1918年。

共和国の国境は、1918年4月6日付のДКСРのSNKの演説で宣言された。
実質的な共和国には、ハリコフ州とエカテリノスラフ州の領土（全体）、ケルソン州のクリヴォロジエの一部、タウリダ州の郡の一部（クリミア地峡まで）、ヴォイスコイ・ドンスコイ地方の隣接する工業（石炭）地区、シャフティ市、ロストフ・リハヤ鉄道の沿線（実際には左岸全体）が含まれた。現在は、現在のドネツク、ルハンスク、ドニエプロペトロフスク、ザポリツィヤ地域、および部分的にハリコフ、スミ、ケルソン、ニコラエフ・ウクライナ、ロシアのロストフ。
共和国の首都はハリコフであり、その後ルガンスクとなった。
- エカテリノスラフ州（ДКСР）
- ハリコフ県（ДКСР）
- ドネツク県（ДКСР）
- ルハンスク県

## 政府の構成

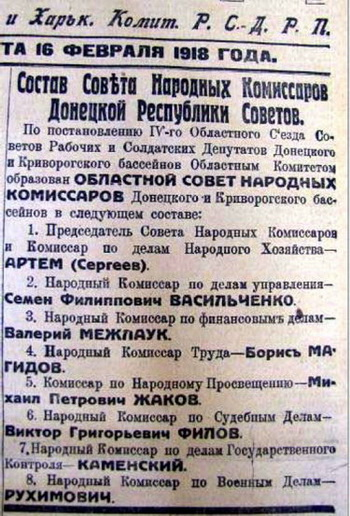
ДКСР人民委員会設立の告知、1918年2月。

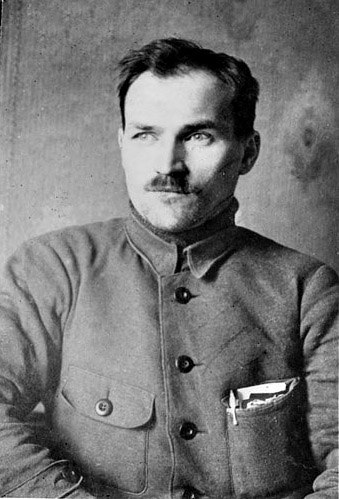
フョードル・セルゲーエフ、ハリコフ・ボリシェヴィキ、ДКСР人民委員会議長。

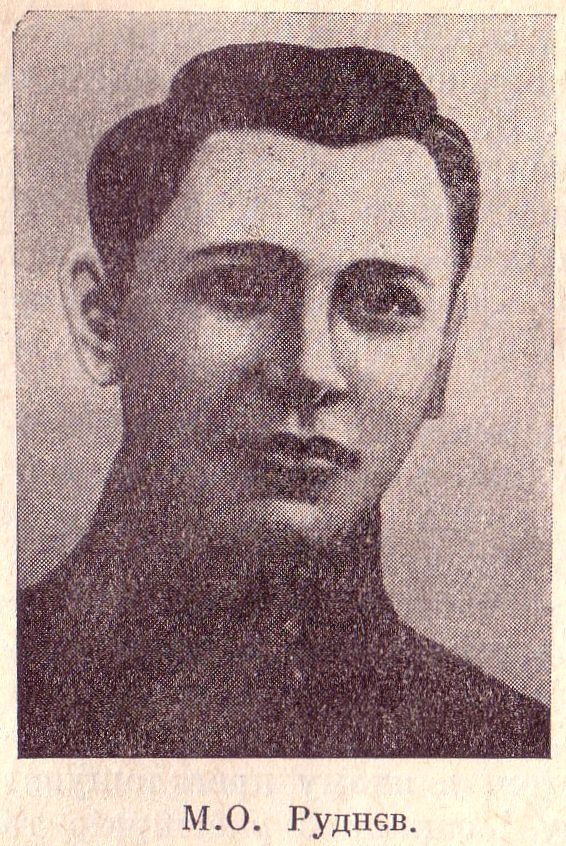
ニコライ・ルドネフ-ДКСР軍の組織者の一人。ツァリーツィン近郊で戦死。

1918年2月14日、共和国政府である人民委員会評議会が発足した。当初の構成は：
- 人民委員会議長：フョードル・セルゲーエフ（ロシア語版）（通称「同志アルチョム」）。
- 内政担当人民委員：セミョーン・ワシリチェンコ（ロシア語版）（副委員S.K.クリュコフ）。
- 財務人民委員会 - ヴァレリー・メジュラウク（ロシア語版）．
- 労働人民委員会- ボリス・マジド（ロシア語版）
- 公教育人民委員会-チャコフ人民委員。
- フィロフ人民委員（3月5日、マルティン・メジュラウクが人民委員会副委員長に任命された）。
- 軍事担当人民委員会 - M. L. ルキモヴィチ（2月22日、ニコライ・ルドネフが人民委員会副委員長に任命された）。
- 国家統制人民委員-A.Z.カメンスキー。
- 政府の危機と、3月29日に起こったM.ジャコフ、V.フィロフ、S.ヴァシリチェンコの集団辞任の後、4月のSNKは（ルガンスクに移動した後）地元のSNKのメンバーで補充された：
- 副議長、無任所人民委員、Y. H. ルトヴィノフ（「イワン」）。
- 食料担当人民委員：I・I・アレクセーエフ（「クム」）。
- 内政人民委員-I・K・ヤキモヴィチ[22]。
- 司法人民委員会 - A. I. チェルヴィアコフ。
- 教育人民委員-Y.イストミン[23]。
- 郵政・電信人民委員会 - I. S. コジェフニコフ。
- 公共財産人民委員会 - A. I. プジレフ[24]。
- SNK執行委員会-A・ポヴズナー[25]。
- 共和国の主要な経済機関は、南部州人民経済評議会（SOOSNH）であった。

## 改革
共和国は経済的根拠に基づいて土地改革を行い、司法改革も行った。大企業家に対する課税が導入されたが、それまで没収されていた民間銀行の資金は返還された。貧しい子供たちのために無償教育が導入され、子供たちのためのサマーキャンプ・プログラムが開発された。共和国の主要産業、特に冶金工場が国有化され、株式会社は清算され、鉱山と炭鉱が国有化された。

## ドイツ・オーストリアによる占領
1918年2月9日、ウクライナ人民共和国と中央列強は個別の和平条約に調印し、ドネツク共和国が宣言されてから1週間も経たないうちに、UNR政府の招きでドイツ・オーストリア軍がソビエト・ロシアからウクライナを守るためにウクライナ領内に入り、大規模かつ急速な東進を開始した。3月1日にはすでにキエフに到着していた。3月18日、ドイツ軍はДКСРの国境に入った。
ドイツ軍の攻勢が始まると、政府議長のアルチョムは皇帝ヴィルヘルムに最後通牒を送り、ウクライナとは無関係のドネツク・リヴォロツィアソビエト共和国の国境が侵された場合、ドイツとの戦争状態にあるとみなすと警告した。
この文書は、紫色のスタンプが滲んだ4分の1の紙に書かれ、進撃するドイツ軍の総司令官アイヒホルン将軍に届けられた。—アレクセイ・ニコラエヴィッチ・トルストイ、パン（ツァリーツィンの防衛）。第六章、3
占領軍を撃退するため、ドンバス赤軍の志願者募集が組織された。A.I.ゲッカー（後のP.バラノフ、A.クルッサー）が軍の初代司令官に選ばれた。しかし、兵力の差により、ドネツク＝クリヴォーイ・ローク・ソビエト共和国の武装分遣隊は撤退を余儀なくされた。
3月19日、エカテリノスラフで開催された第2回全ウクライナソビエト会議において、ウクライナ人民共和国が主張する領土内のすべてのソビエト国家組織をウクライナ・ソビエト共和国に統合し、侵略に対抗する統一戦線を構築することが決定された。アルチョムはドネツク＝クリヴォーイ・ローク・ソビエト共和国の代表として大会に出席し、この決定を実際に承認した。しかし、S.ヴァシリチェンコ、M. ジャコフ、V.フィロフは反対派となり、ドネツク・リヴォイ・ログ・ソビエト共和国の独立を維持することを主張し、辞職した。
4月7日から8日にかけてのドイツ軍の進撃により、ドネツク＝クリヴォイ＝ロジ・ソビエト共和国政府はルガンスクへの移転を余儀なくされ、4月28日にはロシア連邦領内への避難（ツァリーツィンへの行軍）を余儀なくされた。
1918年5月初めまでに、ウクライナ軍とオーストリア＝ドイツ軍はドネツク＝クリヴォロジヤ・ソビエト共和国の領土を完全に占領し、事実上消滅した。
1918年8月27日、ソビエト・ロシアとドイツは追加条約に調印し、その条項のひとつでドンバスは一時的にドイツの占領地であると宣言した。1918年11月、中央同盟国は第一次世界大戦での敗北を認めた。その軍隊は占領地から退去し始めた。12月末にハリコフでソビエトの権力が実際に回復され（特に1919年1月に中央のパブロフスカヤ広場をローザ・ルクセンブルク広場（ドイツの革命家、虐殺された）に改名、同時にツァリーツィン防衛中に戦死したДКСР軍の組織者ニコライ・ルドネフの遺灰が首都に移された（ソビエト当局によってルドネフ広場と改名されたミハイロフスカヤ広場の中央に厳粛に埋葬された）。

## ウクライナにおけるソビエト権力の回復
1919年1月3日、ウクライナ・ソビエト第2師団がハリコフを占領。その直後、ウクライナ臨時労働者・農民政府がここに移転した。1919年1月6日、ソビエト・ウクライナはウクライナ・ソビエト社会主義共和国として知られるようになった。ウクライナ・ソビエト社会主義共和国は、1919年3月10日にハリコフで開催された第3回全ウクライナ・ソビエト連邦会議において独立共和国として宣言され、同時に最初のウクライナ憲法が採択された。
1919年2月17日、レーニンの提案により、ロシア連邦国防評議会はドネツク・リヴォイ・ログ・ソビエト共和国（「クリヴドンバス」）の清算に関する決議を採択した。それにもかかわらず、ドンバスの一部の党員とソビエト労働者は、ウクライナに出張したRCP（b）中央委員会に報告したように、ドンバスを復活させようとした。分離主義的傾向は、特別なドネツ軍事統一体（ドネツク盆地軍事革命委員会）の創設を望む中にも表れ、I.コジェフニコフの部隊グループのレヴォエンソヴィエトを組織する権利を認めるよう主張した。ドンバスで活動していたコジェフニコフは、独自のドネツク部隊を持つためであった。ソビエト・ウクライナ政府のトップ、X.ラコフスキーは、ドンバスで活動し、南方戦線の一部を構成する部隊の別個の司令部を創設する計画を打ち出した。彼はK.ヴォロシロフを司令官に、V.メジュラウクを革命軍事評議会のメンバーに任命することを提案した。メジュラウク（いずれも旧ドネツク＝クリヴォーイ・ローク・ソビエト共和国の人物）と南方戦線の代表1名である。共和国革命軍事評議会、RCP（b）中央委員会、V.I.レーニンは共に、ドネツク統一の創設提案に否定的な反応を示した。1919年6月1日、レーニンがV.メジュラウクとK.ヴォロシーロフに送った電報の中で、中央委員会政治局は共和国革命軍事評議会に全く同意し、「第2、第8、第13軍を統合し、特別なドネツク統一軍を創設するというウクライナ人の計画を断固として拒否する」と報告された。我々は、ヴォロシーロフとメズラウクが当面の課題である強力なウクライナ軍を創設することを要求する」。

## 国旗の制定
赤い革命旗は通常、ДКСРの旗として使用されていた。
ドネツク＝クリヴォーイ・ローク・ソビエト共和国の国旗は、黒・青・赤の三色旗であったという説があり、その計画は1917年4月27日にハリコフで開催されたドネツクとクリヴォイ・ログ盆地の第1回ソビエト地域会議で採択されたとされている。赤は自由への闘争で流された血を象徴し、紺は人民の精神とアゾフ海と黒海の水を象徴し、黒は南マロロシアの肥沃な土地とドンバスの石炭を象徴している。
しかし、V.コルニロフとY.フェドロフスキーは、これは実際には1990年代に作られたドンバス国際連盟の旗であり、決してДКСРのシンボルではないと指摘している。
また、ドネツク共和国の国旗は赤色で、左上隅に白緑黒のセクターがあったというO.タルノフスキーのバージョンもある。この研究者は、1917年のルガンスク労働者代議員会の軍事部門の写真に基づいて「ドネツク＝クリヴォロツィアソビエト共和国の旗」を「再構築」したと推測できる。バフムートの紋章の色は、ドンバス・ソビエトの第1回会議が3月15日から3月17日にバフムートで開催されたことを理由に、O.タルノフスキーが選んだ可能性がある。しかし、ロシア国立映画写真文書アーカイブに保管されているオリジナルの写真を精査してみると、左上隅にある「縞模様のセクター」は、実際には旗に刻まれたぼかしであることがわかる。

## 歴史を踏まえた継続性
2014年3月30日、ハリコフで市民フォーラム代表のユーリイ・アプフチンは、「私たちは皆、ドネツク・リヴォイ・ログとオデッサ共和国の後継者だ。無傷のバンデライツ人ではなく、私たちこそが、かつて、そしてこれからも私たちの国の基礎となるのです」。
2015年2月9日、DNRの人民評議会の代議員は、自称ドネツク人民共和国がドネツク＝クリヴォーイ・ローク・ソビエト共和国を継承すると発表した。また、DNRが支配するドネツク州の領域では、ドネツク＝クリヴォーイ・ローク・ソビエト共和国に関連する記念すべき日の祝い（集会、アルチョムの記念碑への献花）が行われている。また、ドネツクの教育機関では公開授業が行われ、その中で政治地図やDKRの創設者の写真が上映された。このようにして、ロシアのプロパガンダは、ドネツクとルハンスク地方をウクライナから分離するための行動を正当化している。
したがって、2014年に起こったことは、クーデター後にウクライナのプロジェクトが生み出し始めた致命的な脅威に対する歴史的に正当な反応なのである。ロシアの春」に参加した都市を地図で見ると、ウクライナ・プロジェクトに反対した人々、DKSRやオデッサ共和国の土地を再現した輪郭が見える。

### ロシア語文献
- Астахова В. И. Революционная деятельность Артёма в 1917−1918 годах — Template:Х., 1966. — С. 94—122.
- Беспечный Т. А. Как создавалась Донецкая губерния // «Акцент», 1.04.1998.
- Бош Е. Б., Год борьбы: борьба за власть на Украине с апреля 1917 г. до немецкой оккупации. — М.-Л.: Госиздат, 1925. — 272 с. илл. — Тираж 6000 экз.
- Бузина О. Как Ленин боролся с ДКР // «Сегодня», 14.04.2007.
- Бунтовский С. “Уголь на флаге (Каким было полотнище ДКР))”. 2024年4月22日閲覧。 // Еженедельник «2000», 17−23.02.2006. — №7 (306
- Бунтовский С. “Была такая русская страна!”. 2024年4月22日閲覧。 // «Спецназ России», апрель 2007. — № 4(127)
- Гавриленко А. А. М. Л. Рухимович: неизвестные страницы биографии // «Вестник Харьковского университета: проблемы политической истории Украины» — Template:Х.: Основа, 1993. — № 375. — С. 72—79.
- Гончаренко Н. Г. Борьба за укрепление власти Советов в Донбассе. — Луганск, 1963.
- Гончаренко Н. Г. К истории образования и деятельности ДКР // «Молодогвардеец». — Луганск, 1.03.1991.
- Даренский В. Дело чести // «Жизнь Луганска», 12.2.2003.
- Корнилов В. В. Была такая республика // «Жизнь», 23.02.1993.
- Корнилов В. В. Забытая страна // «Донецкий кряж», 19.02.1998.
- Корнилов В. В. “Однажды была такая страна”.   // газета «Салон Дона и Баса» (приложение «Пятница»), 10.12.2004. 2012年11月30日時点のオリジナルよりアーカイブ。2024年4月22日閲覧。
- Корнилов В. В. “15 мифов и правда о Донецко-Криворожской Советской Республике. // Еженедельник «2000», 25.02.−3.03.2011. — № 8(547)”. 2012年11月30日時点のオリジナルよりアーカイブ。2024年4月22日閲覧。.
- Корнилов В. В. Донецко-Криворожская Советская Республика: Расстрелянная мечта. — Харьков: Фолио, 2011. (Эта книга была переиздана издательством "Питер" в 2017 году двумя изданиями: ISBN 978-5-496-02518-8; ISBN 978-5-496-03067-0).
- Корнилов Д. В. “Отчаянная республика // Сайт «Единая Русь» (edrus.org), 14.03.2005”. 2014年3月6日時点のオリジナルよりアーカイブ。2008年10月18日閲覧。 // «Донецкий кряж», 25.02.1999.
- Лаврив П. ДКР: правда и вымысел // «Голос Украины», 12.06.1993.
- Манекин Р. В. Ещё один миф ушедшей эпохи // «Гражданин»: периодический политический журнал — 2003. — № 4.
- Материалы о Донецко-Криворожской Республике. Сост. и предисл. Х. Мышкис // «Літопис Революції»: Журнал Істпарту ЦК КП(б)У — 1928. — № 3(30).
- Мамаев Б. Национально равнодушные // «Вечерний Луганск», 6.2.2008.
- Могилевский Б. Л. Артём. — М.: Молодая гвардия, 1960. — (ЖЗЛ) — С. 329—335.
- Окриашвили Т. Й. Донецко-Криворожская Советская Республика как попытка провозглашения государственного образования на территории Левобережной Украины // Література та культура Полісся. Відп. ред. Г. В. Самойленко. Ніжинский держпедуніверситет. Вип. 17: Полісся та Лівобережна Україна в історичному та культурологічному контексті — Ніжин, 2002. — С. 169—171.
- Попова И. Донецко-Криворожская республика // «Донецкий кряж», 3.12.2004.
- Снегирёв В. В. Между двух огней. Предыстория создания ДКР // «Молодогвардеец» — Луганск, 6−11.10.1990.
- Снегирёв В. В. К истории создания ДКР // Гос. устройство Украины… — Луганск, 1992. — С.75−81.
- Снегирёв В. Сырьевая база революции // «Вечерний Луганск», 13.2.2008.
- Снегірьов В. В., Гаврюшенко Є. Ю. Українська державність у проекції громадянської війни // «Вісник Східноукраїнського державного університету», 1998. — № 2. — С. 35−41.
- Солдатенко В. Ф. ДКР: взгляд из сегодняшнего дня // Донбасс и Приазовье… — Мариуполь, 1993.
- “Солдатенко В. Донецко-Криворожская республика — иллюзии и практика национального нигилизма // «Зеркало недели», 04 декабря 2004. — № 49”. 2012年11月30日時点のオリジナルよりアーカイブ。2024年4月22日閲覧。
- Федоровский Ю. Р. ДКР. История в документах // «Братья-славяне», октябрь 1998 — № 2.
- Федоровский Ю. Р. Донецко-Криворожская Советская Республика // «За СССР», апрель 2000. — № 5.
- Федоровский Ю. Р. Республика, в которой нам не жить (интервью) // «Панорама», 10.02.2000.
- Федоровский Ю. Р. “ДКР и УНР: попытка сравнительной характеристики // «Історичні записки» — Луганськ, 2004. — Вип. 2”. 2012年11月30日時点のオリジナルよりアーカイブ。2024年4月22日閲覧。
- Федоровский Ю. Р. Историография Донецко-Криворожской Республики // «Історичні записки» — Луганськ, 2011. — Вип. 31.
- Шевченко В. О Донецко-Криворожской Республике // «Комсомолец Донбасса», 9−11.02.1990.

### ロシア語以外の文献
- Варгатюк П. Л. ДКРР в оцінці В. І. Леніна // «Український історичний журнал», 1988. — № 4.
- Гамрецький Ю. М. ІІ обласний з"їзд Рад Робітничих і Солдатських Депутатів Донбасу і Криворіжжя // Питання історії СРСР, № 22. — Template:Х., 1977.（ウクライナ語）
- Лихолат А. В. Здійснення ленінської національної політики на Україні — Київ, 1967. — С. 156−161.（ウクライナ語）
- Озерський Ю. А., Гавриленко О. А. Військовий комісар Донецько-Криворізької Радянської Республіки // Деякі питання історії української держави. — Харків: Харківськ. політехн. ін-т, 1993. — С. 78—87.（ウクライナ語）
- Поплавський О. Донецько-Криворізька Радянська Республіка: історично-політичний аспект. Дисертація… кандидата історичних наук — Дніпропетровськ, 2010.
- Template:Нп3 Донецько-Криворізька Республіка. Дисертація… кандидата історичних наук — Харків, 1975; а также ряд статей в сборнике «Питання історії СРСР» № 17—22. — Template:Х., 1974—1977.
- Скрипник М. А. Донбас і Україна // «Коммунист», 20.07.1920. — № 4.; Вибрані твори. — Template:К, 1991.

## 作品
- Валентинов А. Капитан Филибер. Роман / авторская редакция. — М.: Эксмо, 2007. — 480 с. — (Стрела Времени: Миры Андрея Валентинова). — 5,100 экз. — ISBN 978-5-699-24655-7.
- Полонский Р. Ф. Только хватило бы жизни… Повесть об Артёме. Пер. с укр. — М.: Политиздат, 1981. — 222 с.
- Корнилов Владимир. Донецко-Криворожская республика. Расстрелянная мечта / Власова Е.. — М.: Питер, 2017. — 800 с. — (Николай Стариков рекомендует прочитать). — ISBN 978-5-496-03067-0.